# Patrick Tolhoek
Patrick Tolhoek (* 26. Juni 1965 in Yerseke) ist ein ehemaliger niederländischer Radrennfahrer und nationaler Meister im Radsport.

## Sportliche Laufbahn
Als Amateur wurde er 1985 Militär-Meister im Straßenrennen. 1988 wurde er Berufsfahrer und blieb bis 1991 als Profi aktiv. Danach startete er im Elitebereich. 1990 gewann er eine Etappe des Rennens Vuelta a los Valles Mineros. Die Tour de France 1989 beendete er als 99. des Gesamtklassements, 1990 wurde er 123. Im Rennen der UCI-Straßen-Weltmeisterschaften 1989 schied er aus.
1998 gewann er die nationale Meisterschaft im Mountainbikesport. Er war Teilnehmer der Olympischen Sommerspiele 2000 in Sydney. Im Mountainbikerennen schied er aus.

## Persönliches
Sein Sohn Antwan Tolhoek ist ebenfalls als Radprofi aktiv.